# Test de primalité de Lucas-Lehmer
Pour les articles homonymes, voir Lucas, Lehmer et Test de Lucas.
Le test de primalité de Lucas-Lehmer est une méthode pour tester la primalité d'un entier n, connaissant les facteurs premiers de n-1

## Le test
Un entier n > 2 est premier si et seulement si il existe un entier a, strictement compris entre 1 et n, tel que  
{\displaystyle a^{n-1}\equiv 1{\pmod {n}}}
et, pour tout facteur premier q de n – 1,
{\displaystyle a^{({n-1})/q}\not \equiv 1{\pmod {n}}.}

## Exemple
Par exemple, prenons n = 2017, n – 1 = 2016 = 25×32×7.
a = 2 ne convient pas car 2672 ≡ 1 (mod n).
a = 3 non plus car 31008 ≡ 1 (mod n)
Essayons a = 5 (pour calculer rapidement mod n les puissances voulues, on peut utiliser la méthode d'exponentiation rapide et de plus, calculer d'abord 524×3) :
{\displaystyle 5^{1008}\equiv -1\not \equiv 1{\pmod {n}}{\text{ et }}5^{2016}\equiv (-1)^{2}\equiv 1{\pmod {n}}}
{\displaystyle 5^{672}\equiv 294\not \equiv 1{\pmod {n}}}
{\displaystyle 5^{288}\equiv -138\not \equiv 1{\pmod {n}}}
Donc 2017 est premier.

## Démonstration
La première condition signifie que a est inversible modulo n et que son ordre multiplicatif est un diviseur de n – 1. La seconde signifie que cet ordre est exactement n – 1 (et non un diviseur strict). Par conséquent, l'ordre du groupe des inversibles de l'anneau ℤ/nℤ — qui est a priori inférieur ou égal à n – 1 — est divisible par n – 1 donc égal à  n – 1, ce qui signifie que n est premier.
Réciproquement, si n est premier, alors il existe φ(n – 1) racines primitives modulo n, et n'importe laquelle satisfera toutes les conditions du test.

## Utilisation
En théorie de la complexité, ce test donne un certificat de primalité (en), appelé certificat de Pratt, qui montre que le test de primalité est dans NP.